# Uherské Hradiště
Uherské Hradiště (tysk: Ungarisch Hradisch) er en by i regionen Zlín i Tjekkiet med omkring 25.000 indbyggere. Byområdet med de to nabobyer Staré Město og Kunovice har over 37.000 indbyggere.
Byen er centrum i Mæhrisk Slovakiet. Den historiske bymidte er velbevaret og er beskyttet ved lov som en bymæssig monumentzone.
Bydelene og landsbyerne Jarošov, Mařatice, Míkovice, Rybárny, Sady og Vésky er administrative dele af Uherské Hradiště.

## Etymologi
Navnet kan bogstaveligt oversættes som "ungarsk gord", hvilket betyder "en befæstet bosættelse nær den ungarske grænse".

## Geografi
Uherské Hradiště ligger omkring 23 km  sydvest for Zlín. Den danner et byområde med nabobyerne Staré Město og Kunovice. Den vestlige del af   kommunens område ligger i dalen til den nedre del af floden  Morava og den østlige del i Vizovice-højlandet. Det højeste punkt er på 337 meter  over havets overflade.
Byen ligger på venstre bred af Morava-floden, som danner den nordlige grænse af kommunens område. En lille flod af Olšava løber gennem den sydlige del af området.

## Historie
En forgænger til Uherské Hradiště var et bosættelses- og befæstningssystem på tre øer i Morava-floden, grundlagt af slaviske stammer i det tidlige 9. århundrede. Bebyggelsen forsvandt efter  Riget Stormæhrens fald.
Byen blev grundlagt i 1257 af kong Ottokar 2. af Bøhmen for at beskytte det nærliggende kloster i Velehrad. Det hed oprindeligt Nový Velehrad ("Ny Velehrad") og derefter Hradiště. I 1587 blev navnet Uherské Hradiště brugt for første gang.
I det 14. århundrede blev der bygget  stenmure som erstattede de oprindelige træpalissader. I de følgende århundreder er befæstningssystemet løbende blevet forbedret. På grund af dens beliggenhed blev Uherské Hradiště gentagne gange udsat for razziaer. Byen blev truet af kumanerne i det 16. århundrede, af militære sammenstød under Trediveårskrigen eller af tyrkiske invasioner under den østrig-tyrkiske krig (1716-1718). Byen blev først erobret i 1742 af den preussiske hær.
Fra 1644 til 1773 var jesuitterne aktive i byen. Deres arbejde øgede byens kulturelle og åndelige liv. Ordenen grundlagde kompleks af bygninger, som omfattede jesuittkollegiet, Saint Francis Xavier-kirken og jesuittskolen.
I 1780'erne ophørte Uherské Hradiště med at fungere som fæstning. I midten af det 19. århundrede begyndte byen at udvide sig ud over murene. Væksten i byggeriet fortsatte i slutningen af det 19. århundrede, da der blev opført repræsentative bygninger, og i begyndelsen af det 20. århundrede, da der blev grundlagt industrivirksomheder.
Uherské Hradiště blev ramt af den centraleuropæiske oversvømmelse i 1997.

## Seværdigheder
Hoveddelen af det barokke jesuitkompleks er kirken Saint Francis Xavier fra 1670-1685. Det er vartegn for Masarykovo pladsen, byens vigtigste torv. Det tilstødende tidligere jesuiterkollegium fra 1654-1662 huser i dag turistinformationscentret, galleriet Joža Uprka og en udstilling om byens historie. Den tidligere jesuiterskole fra 1700-1737, i dag kendt som Reduta, bruges til kulturelle og sociale formål. Den tidligere jesuiterhave er nu en bypark.
Franciskanerklostret blev grundlagt i 1491. Bygningen stod først helt færdig i begyndelsen af 1700-tallet, hvor også de barokke rekonstruktioner blev udført. Klosteret er et betydningsfuldt monument med værdifuldt interiør. Byggeriet af den tilstødende kirke for Jomfru Marias bebudelse begyndte også i begyndelsen af det 16. århundrede, men blev færdig efter 1605.
Mæhrisk Slovakisk Museum er et af de mest populære etnografiske museer i Mæhren. Det blev grundlagt i 1895. Museumsbygningens sidevæg er dekoreret med en mosaik-allegori over årstiderne af Jano Köhler fra 1905. Bygningen er et kulturminde. Museet administrerer også Mæhrisk Slovakisk Museum's Gallery. Galleriet har plads i barokbygningen af et tidligere våbenhus fra 1721-1723.
Synagogen blev bygget i 1875. I 1904 blev den ombygget og den nyromanske facade tilføjet. Den blev brændt ned i 1944 og genopbygget efter 2. verdenskrig. I dag fungerer den tidligere synagoge som bibliotek.
Uherské Hradiště togstation vandt prisen som Årets Bygning efter dens genopbygning i 2004, og blev i 2011 valgt som den "smukkeste tjekkiske jernbanestation".